# Ranneke Derks
Ranneke Derks (Oss, 29 april 2008) is een voetbalspeelster uit Nederland. Ze speelt als aanvaller voor Ajax in de Vrouwen Eredivisie.

## Clubcarrière
Derks speelde in haar jeugdjaren bij UDI'19 uit Uden. In 2023 stapte ze over naar de jeugdopleiding van PSV.
Eind 2023 werd Derks door de NOS opgenomen in een lijst van grootste talenten van Nederland.
Op 11 mei 2024 maakte Derks haar debuut voor PSV in de Vrouwen Eredivisie in een thuiswedstrijd tegen Excelsior. Derks mocht in de 79ste minuut invallen voor Laura Strik. Derks leverde in de 93ste minuut de assist op een eigen doelpunt van Veerle van Spijk waardoor PSV de wedstrijd naar zich toe wist te trekken.
Sinds het seizoen 2024/25 had Derks een vaste plek in de selectie van de Eindhovenaren. Op 18 januari 2025 wist ze in een thuiswedstrijd tegen Excelsior haar eerste doelpunt in de Vrouwen Eredivisie te maken door op aangeven van Fleur Stoit de eindstand op 4-0 te bepalen.
Na het seizoen 2024/25 stapte Derks over naar Ajax, waar ze een contract tekende tot medio 2028. Ze maakte de overstap wegens een gebrek aan kansen voor jonge talenten bij PSV, waar vooral voor ervaren krachten wordt gekozen.

## Statistieken
| Seizoen | Club   | Competitie | Competitie | Competitie | Beker | Beker | Overig | Overig | Totaal | Totaal |
| Seizoen | Club   | Competitie | Wed.       | Dlp.       | Wed.  | Dlp.  | Wed.   | Dlp.   | Wed.   | Dlp.   |
| ------- | ------ | ---------- | ---------- | ---------- | ----- | ----- | ------ | ------ | ------ | ------ |
| 2023/24 | PSV    | Eredivisie | 1          | 0          | 0     | 0     | 0      | 0      | 1      | 0      |
| 2024/25 | PSV    | Eredivisie | 8          | 1          | 0     | 0     | 0      | 0      | 8      | 1      |
| 2025/26 | Ajax   | Eredivisie | 0          | 0          | 0     | 0     | 0      | 0      | 0      | 0      |
| Totaal  | Totaal | Totaal     | 9          | 1          | 0     | 0     | 0      | 0      | 9      | 1      |

Bijgewerkt t/m 29 juni 2025.

## Interlandcarrière
Derks is jeugdinternational van Nederland onder 15. Hiervoor maakte ze haar debuut op 11 mei 2023 in een uitwedstrijd tegen de leeftijdsgenoten van België. Ze maakte in 2023 ook haar debuut Nederland -16 en met deze jeugdselectie kwam ze een jaar later uit op het Nordic Tournament. In hetzelfde jaar debuteerde ze eveneens voor Nederland -17 waarvoor ze uitkwam in de kwalificatiereeks voor het EK -17 in de Faeröer Eilanden in 2025. Derks maakte onderdeel uit van de selectie van Nederland -17 dat op dit eindtoernooi voor het eerst Europees kampioen wist te worden. Door een doelpunt van Derks in de finale wist het de leeftijdsgenoten van Noorwegen met 2-1 te verslaan. Ook werd ze uitgeroepen tot "speelster van het toernooi".